# نادي العروبة (ليبيا)
نادي العروبة الرياضي هو أحد الأندية الرياضية في ليبيا تأسس في 7 مايو سنة 1957م في مدينة العجيلات والتي تبعد حوالي 84 كم غرب العاصمة طرابلس ، من أفضل إنجازات هذا النادي انه تحصل على المركز التاني في مسابقة الدوري الليبي الممتاز لكرة القدم موسم 2004-2005م ووصوله إلى النصف النهائي لكأس ليبيا (الفاتح سابقاً) موسم 2004-2005م.
لدى النادي العديد من الألعاب الجماعية والفردية منها لعبة الكرة الطائرة والتي تحصل فيها على بطولة الدرجة الثانية لأندية غرب ليبيا موسم 2020-2021م ، ولعبة الكاراتيه ولعبة الشطرنج ولعبة الكرة الحديدية ولعبة الجودو ولعبة كرة القدم الإلكترونية.
المركز الإعلامي لنادي العروبة

## وصلات خارجية
- موقع فايسبوك للنادي